# Садовец
Садовец (болг. Садовец) — село в Болгарии. Находится в Плевенской области, входит в общину Долни-Дыбник. Население составляет 2 309 человек.

## Политическая ситуация
В местном кметстве Садовец, в состав которого входит Садовец, должность кмета (старосты) исполняет Валентина Недкова Иванова (Болгарская социалистическая партия (БСП)) по результатам выборов правления кметства.
Кмет (мэр) общины Долни-Дыбник — Борислав Стоядинов Станимиров (коалиция в составе 2 партий: Болгарский земледельческий народный союз (БЗНС), Союз демократических сил (СДС)) по результатам выборов в правление общины.